# Lorch (Hesja)
Lorch – miasto w Niemczech, w kraju związkowym Hesja, w rejencji Darmstadt, w powiecie Rheingau-Taunus.